# Zorzines contrasqualida
Zorzines contrasqualida là một loài bướm đêm trong họ Noctuidae.